# Bard (Aostatal)
Bard [baˈr] ist eine italienische Gemeinde mit 102 Einwohnern (Stand 31. Dezember 2023) im Aostatal am Fluss Dora Baltea.
Sie besteht aus den Ortsteilen Issert, Crous, Albard und Valsourda. Die Nachbargemeinden sind Arnad, Donnas und Hône.
Bard gehört zur Unité des Communes valdôtaines Mont-Rose, einer Vereinigung von neun Berggemeinden des Aostatals, die gemeinsam das kulturelle Erbe bewahren und den Tourismus fördern wollen. Bard ist außerdem Mitglied der Vereinigung I borghi più belli d’Italia (Die schönsten Orte Italiens).
Sehenswert ist die Festung von Bard, die 1800 von Napoleon zerstört wurde, jedoch im 19. Jahrhundert wieder auf- und ausgebaut wurde.

## Einzelnachweise

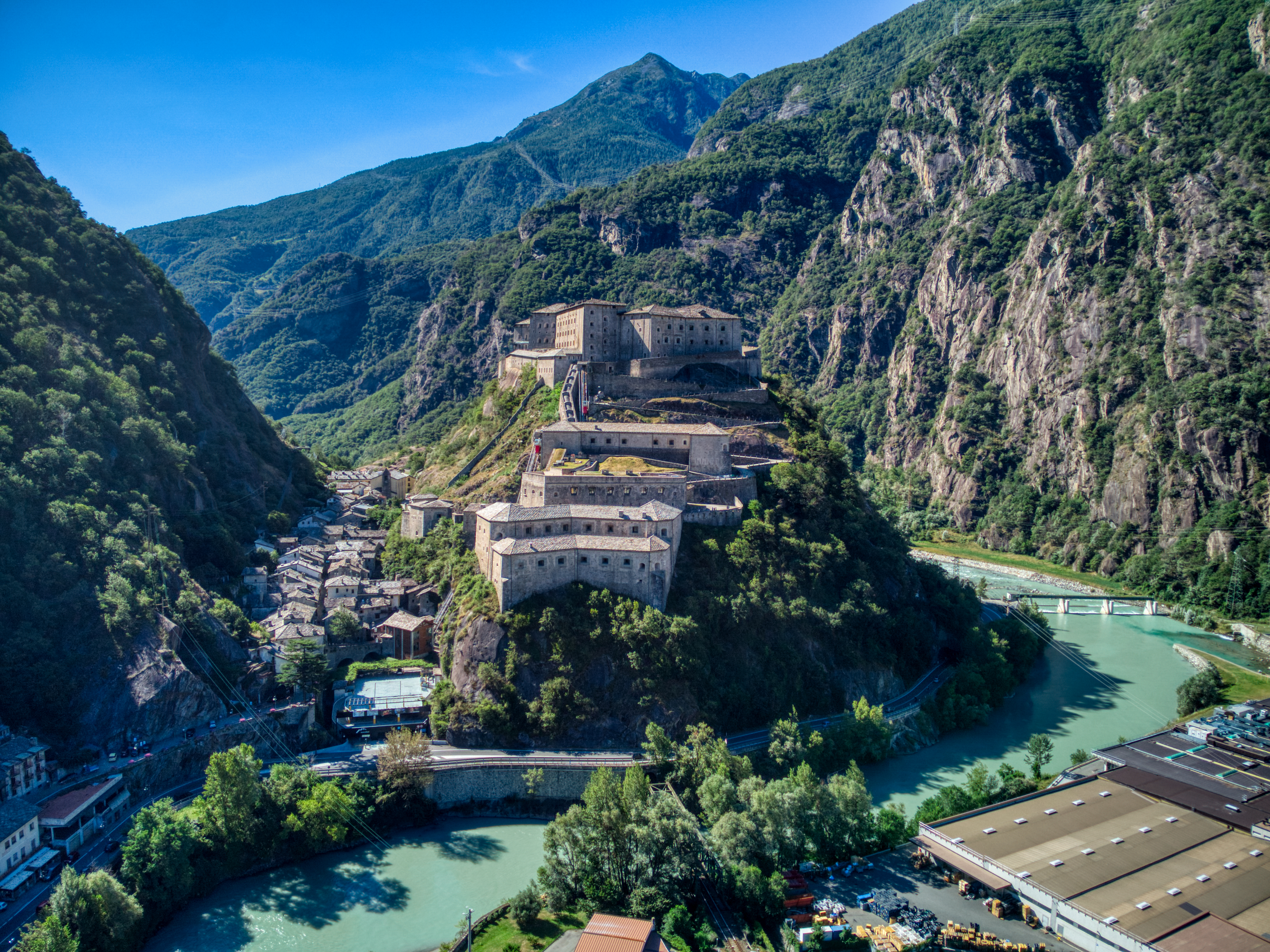
Die Festung von Bard